# Rhachotropis ludificor
Rhachotropis ludificor is een vlokreeftensoort uit de familie Eusiridae. De wetenschappelijke naam van de soort is voor het eerst geldig gepubliceerd in 1967 door J.L. Barnard.